# Play (シドのアルバム)
『play』（プレイ）は、2006年11月8日にリリースされたシドの3枚目のアルバムである。

## 概要
前作からおよそ1年ぶりのアルバムで、初の3タイプ販売となった。
初動売り上げのみで前作の累計売り上げを上回り、アルバムで初の週間チャートトップ10入りを果たした。
初回盤にはDVD、写真集、通常盤は初回仕様でピクチャーレーベルとなっている。
DVD、写真集にはイタリアに行った際のものが収録されている。
センチメンタルマキアートのリリース時に、メンバーからこのアルバムについて「とにかくやりたいことを詰め込んだ感じ」「バンドサウンド以外を構成上の重要な部分にも入れた曲を作るって意味では、このアルバムがピーク」と語っており、それ以降でも、曲によって「playがあったからこの曲が出来たって言ってもいい」と語ることがある。

## 収録内容
| 全作詞: マオ。 |                           |           |          |      |
| #              | タイトル                  | 作詞      | 作曲     | 時間 |
| 1.             | 「汚れた指」              | マオ      | 御恵明希 | 3:41 |
| 2.             | 「Room」                  | マオ      | ゆうや   | 3:45 |
| 3.             | 「chapter 1」             | マオ      | 御恵明希 | 4:38 |
| 4.             | 「白いブラウス 可愛い人」 | マオ      | 御恵明希 | 4:08 |
| 5.             | 「シャッタースピード」    | マオ      | しんぢ   | 3:48 |
| 6.             | 「スロウ」                | マオ      | 御恵明希 | 3:55 |
| 7.             | 「ミルク」                | マオ      | 御恵明希 | 5:09 |
| 8.             | 「罠」                    | マオ      | しんぢ   | 3:37 |
| 9.             | 「ホソイコエ」            | マオ      | しんぢ   | 5:07 |
| 10.            | 「御手紙」                | マオ      | 御恵明希 | 3:44 |
| 11.            | 「park」                  | マオ      | 御恵明希 | 2:54 |
| 12.            | 「live」                  | マオ      | 御恵明希 | 4:05 |
| 合計時間:      | 合計時間:                 | 合計時間: | 48:30    |      |

### 楽曲解説
1. chapter 1
3rdシングル。「ライブハウスツアー「いちばん好きな場所2010」スペシャル公演-ペア限定リクエストカウントダウンLIVE」6位。
2. 白いブラウス 可愛い人
「ライブハウスツアー「いちばん好きな場所2010」スペシャル公演-ペア限定リクエストカウントダウンLIVE-」10位。
Re-Mix ver.も作られており、SIDNAD vol.1 〜film of "play"〜に収録されている。
3. スロウ
この曲の歌詞はマオ曰く、マオが上京するときに母親から無言で教わった“使命感”についての思いを忘れないように歌詞を書いた[1]。
4. ミルク
「ライブハウスツアー「いちばん好きな場所2010」スペシャル公演-ペア限定リクエストカウントダウンLIVE-」3位。（この曲がリクエストカウントダウンLIVEのアルバム曲で1位）
シドの曲の中でもかなり高いキーのメロディで、マオ曰く「メンズには少しきついかも」。また、シドのコピーバンドをやっているファンに会った際にも「ミルクはやめとけ」等と発言している。
5. ホソイコエ
2ndシングル。
6. 御手紙
4thシングル。「ライブハウスツアー「いちばん好きな場所2010」スペシャル公演-ペア限定リクエストカウントダウンLIVE-」4位。（この曲がリクエストカウントダウンLIVEのシングル曲で1位）
7. park
このアルバムの中で唯一の激しい曲。明希曰く「ベースで作った曲」[2]。
8. live
ミルクをアレンジした際に、明希がアレンジしたいと語っていた曲。また、2011年3月11日の東日本大震災のあと、マオがブログにこの曲の歌詞を載せた。